# Fighting Vipers
Fighting Vipers es un videojuego de lucha en 3D desarrollado por el grupo AM2 de SEGA. Fue lanzado para Arcades con el motor gráfico Sega Model 2, posteriormente se adaptó a la consola Sega Saturn

## Mecánica del juego
El juego usa el mismo motor gráfico que el Virtua Fighter 2, el juego de pelea icónico de Sega, por lo tanto además de tener gráficos 3D, la jugabilidad también lo es. Lo que caracteriza a este juego son las armaduras que cada luchador posee (que se van deteriorando al paso de la pelea), y los escenarios, que son como rings delimitados por cuerdas, alambrados o paredes, los cuales también se pueden romper al finalizar un combate.
El sistema de manejo es simple, usando solo 3 botones (puño, patada y bloqueo), que a medida de que se va creando el combo de golpes ofrecen distintas variantes. El juego no contiene ataques superespeciales, pero contiene unos golpes más destructores que pueden dañar seriamente la armadura del oponente. Durante la lucha el luchador puede recuperarse en el aire y usar el entorno a su favor, como rebotar en los muros o treparse a los alambrados. Al final de cada round, el jugador puede expulsar a su oponente fuera del ring (incluso tirarlo al vacío si es un ring elevado) o destruir completamente su armadura. Los modos de lucha son Arcade, Versus, Training (un modo inédito en esa época) y Playback, el cual guarda repeticiones de luchas que se han guardado.

## Personajes
- Grace: Es una chica afroamericana de 19 años que soñaba con ser patinadora profesional, sueño frustrado porque su entrenador, a la vez amante suyo, la traicionó. Grace se gana la vida como modelo y su armadura es su equipo de protección para patinar, además de pelear con los patines puestos.

- Bahn: De 17 años, Bahn posee un físico muy desarrollado. Siempre vistiendo una gabardina y un sombrero, Bahn viaja por el mundo buscando a su padre para vengarse, ya que los abandono a él y a su madre tiempo atrás.

- Raxel: Es un guitarrista de una banda de Heavy Metal,Death Crunch. Su armadura está inspirada en el traje del guitarrista de Kiss, Ace Frehley y siempre lleva su Gibson Flying-V a cuestas. Es el hijo de un concejal de la ciudad de Armstone, y se fue de su casa tras una pelea con él.

- Tokio: Es un joven de 16 años, rebelde, hijo de un actor de teatro Kabuki. Era el líder de una banda callejera llamada Black Thunder, pero se retiró de ella al sentirse responsable de la muerte de uno de sus camaradas.

- Sanman: Es un hombre obeso del que no se sabe nada, solo que está obsesionado con el número tres (Nació un 3 de marzo, 3/3), cosa que hasta su nombre delata (San es el nombre japonés del número tres). Siempre se lo ve condiciendo una moto scooter tuneada.

- Jane: Musculosa con apenas 18 años, Jane trabaja como albañil en obras de construcción. Se enroló en la Marina por sus condiciones pero fue dada de baja por sus constantes ataques de ira, los cuales la hacían perder el control y atacar a sus compañeros.

- Honey: De 16 años, es una chica alegre y talentosa. Ella misma diseño su armadura similar a un traje de Hada, y busca triunfar en el mundo del diseño de ropa. En la versión estadounidense del juego, Honey fue renombrada a Candy. Es uno de los personajes más populares del juego, ya que fue introducida en el juego Sonic Fighters, pero esta vez como un gato antropomórfico pero con el mismo traje.

- Picky: Es el luchador más joven del juego, tiene catorce años y es un skater. Lleva su equipo de protección como armadura y su Skate/Patineta a cuestas, con la que también ataca. Empezó a hacer Skating para impresionar a una chica que le gustaba, pero al entrar al torneo, empezó a sentirse atraído por Honey.

- Mahler: Disponible como personaje secreto en la versión casera, Mahler es un joven de 20 años que lleva una armadura con un diseño similar a una serpiente. Odia al alcalde de Armstone, el cual organizó el torneo. Entró al mismo sin inscribirse.

- Both Mahler: Es el jefe final del juego y una versión más poderosa de Mahler. Se dice que el nombre Mahler fue inspirado por el músico Samuel Coleridge-Taylor, que era conocido en Estados Unidos como el "Big Mahler".

- Kuma-chan: Es un muñeco oso viviente de 10 años el cual usa un gran sombrero. es un personaje secreto.

- Pepsiman: Mascota japonesa de la reconocida marca de gaseosas Pepsi. Es un personaje secreto en la versión japonesa del juego para Saturn. Además de incluir a Pepsiman, la marca se ve en anuncios en los escenarios y en el skate de Picky.

- Sonic y Miles Prower/Tails/Colas: El personaje emblema de Sega y su fiel amigo son personajes invitados en el modo arcade. En versiones hackeadas es posible jugar con ellos.

## Trivia
- Como se dijo, la versión japonesa del juego estaba repleta de anuncios de la marca Pepsi, incluido el skate de Picky. Sega no pudo obtener la licencia para mostrar la marca en el resto de las versiones, y estas tampoco incluían a Pepsiman.

- En el juego Sonic The Fighters se incluyó a una gata antropomórfica vestida de hada, llamada Honey, que se inspiró en la Honey de FV.

- En 1998 se lanzó la secuela del juego, Fighting Vipers 2, de gráficos sumamente más vistosos y con nuevos peleadores: Emi (un Geek informático que desarrollo su propia mecha-armadura), Charlie (un ciclista que lleva su BMX a cuestas), Del Sol (Un luchador mexicano) y Kuhn, una copia del personaje Dural, de Virtua Fighters. El juego fue convertido para Sega Dreamcast, pero solo disponible en Japón y Europa.

- Todos los personajes (excepto Pepsiman, Sonic y Tails) forman parte de Fighters Megamix, crossover de los juegos de lucha de Sega.

- FV fue relanzado en 2012 para PS Network y XBox Live dentro de la colección Sega Model 2.

- Bahn es un personaje jugable del RPG Crossover Project X Zone desarrollado por Sega, Capcom y Namco.